# Ōita
Ōita (japanska: 大分市; Ōita-shi) är den administrativa huvudorten för prefekturen Ōita på ön Kyūshū i Japan. 
Staden fick stadsrättigheter 1911 och har sedan 1997 status som kärnstad (japanska: 中核市?, Chūkakushi) enligt lagen om lokalt självstyre.
I stadens närhet finns fiskebyar och Takasakiberget (高崎山 Takasaki-san), där man kan träffa på makaker, en apa som man huvudsakligen finner i Asien. I regionen finns också Beppu och andra orter kända för sina geotermiska varma källor.

## Sport
Oita Trinita spelar i J. League i fotboll.
Oita Heat Devils spelar i bj-league i professionell basket.